# 蒙古河中之战
河中之战，成吉思汗十四年（1219年）九月至十六年（1221年）二月，蒙古帝国成吉思汗西征战争中，蒙古军在河中（位于锡尔河、阿姆河两河流域之间）击败花剌子模的作战。
花剌子模大汗摩诃末听说蒙古大军来攻，认为蒙古人在掠夺残破平原以后，一定饱载而回，于是坚壁清野。动员40万大军，分军自守。在锡尔河以南地区，构成正北向的抵抗地带，防御中心在撒马尔罕（今乌兹别克斯坦撒马尔罕）。沿锡尔河各城堡分别配备一定兵力防守，以总兵力一半重点防守新旧两都。想要让蒙古分散兵力，然后以逸待劳、相机反攻，在撒马尔罕决战。成吉思汗采取迂回包围，各个歼灭的方略。先分兵攻取花剌子模各处城堡，亲率主力进行大纵深、远距离迂回，直插不花剌（今乌兹别克斯坦布哈拉），然后会师撒马尔罕。成吉思汗命哲别率领骑兵五千作为奇兵，从南方进攻花剌子模的东南部。
摩诃末害怕切断王国与阿富汗、呼罗珊的联系，派主力指向拔汗那。蒙古军主力推进到锡尔河战线。成吉思汗分军为四路：令皇子察合台、窝阔台指挥第一路军留攻讹答剌（今哈萨克斯坦奇姆肯特西北），战斗持续了六个月，消灭守军3万人，1220年二月攻克讹答剌。由皇长子术赤指挥的第二路军，沿锡尔河西北攻占昔格那克（今哈萨克斯坦伊利东南）、毡的（今哈萨克斯坦克齐尔·奥尔达东南）、养吉干（今哈萨克斯坦卡札林斯克南）。由阿剌黑、速亦客秃、塔孩三将指挥第三路军向锡尔河东南，进攻伯納克特（也称别纳客忒，今乌兹别克斯坦塔什干西南）、忽毡（今塔吉克斯坦列宁纳巴德）。一、三路军会师撒马尔罕。成吉思汗与拖雷率领中路主力过锡尔河，通过基吉尔库姆沙漠回到阿姆河流域，攻克赛尔奴克（也称咱儿讷黑城，今乌兹别克斯坦撒马尔罕北，艾达尔库尔湖南）与讷儿城（今乌兹别克斯坦努腊塔城）。
三月，经数日激战，攻占不花刺城，消灭守军3万人，切断花剌子模新都撒马尔罕、旧都王龙杰赤之间及河中与波斯之间联系。出其不意插入撒马尔罕背后，完成了战略包围。摩诃末派余部救援不花剌，未成，怕退路被堵死，于是逃往南方。成吉思汗挥师向撒马尔罕开进，与一、三路军会师撒马尔罕地区，派哲别、速不台、脱忽察儿各率领1万骑兵追击摩诃末。同时分别扫清撒马尔罕外围城寨堡垒，然后四面包围撒马尔罕，并准备了大量的攻城器械，开始强攻。守军11万人第三天出降。成吉思汗占了撒马尔罕后，任命当地长老的两位朋友为撒马尔罕的知事与总督，派一名蒙古人为达鲁花赤。同时令术赤、察合台、窝阔台指挥一、二路军进攻玉龙杰赤，围攻半年多，消灭守军9万人，河中战役胜利结束，消灭花剌子模王国正规军30万人。